# South Africa International 2018
Die South Africa International 2018 im Badminton fanden vom 6. bis zum 9. Dezember 2018 in Kapstadt statt.

## Sieger und Platzierte
| Disziplin    | Gold                                    | Silber                               | Bronze                         |
| ------------ | --------------------------------------- | ------------------------------------ | ------------------------------ |
| Herreneinzel | Azmy Qowimuramadhoni                    | Ade Resky Dwicahyo                   | Bahaedeen Ahmad Alshannik      |
| Herreneinzel | Azmy Qowimuramadhoni                    | Ade Resky Dwicahyo                   | Kalombo Mulenga                |
| Dameneinzel  | Dorcas Ajoke Adesokan                   | Domou Amro                           | Alisen Camille                 |
| Dameneinzel  | Dorcas Ajoke Adesokan                   | Domou Amro                           | Johanita Scholtz               |
| Herrendoppel | Ade Resky Dwicahyo Azmy Qowimuramadhoni | Jarred Elliott Sean Noone            | Dorian James Rudi Allan Leroux |
| Herrendoppel | Ade Resky Dwicahyo Azmy Qowimuramadhoni | Jarred Elliott Sean Noone            | Daniel Steyn Robert Summers    |
| Damendoppel  | Lehandre Schoeman Johanita Scholtz      | Michelle Butler-Emmett Jennifer Fry  | Megan de Beer Deidre Laurens   |
| Damendoppel  | Lehandre Schoeman Johanita Scholtz      | Michelle Butler-Emmett Jennifer Fry  | Demi Botha Lee-Ann De Wet      |
| Mixed        | Andries Malan Jennifer Fry              | Bahaedeen Ahmad Alshannik Domou Amro | Jie Luo Alisen Camille         |
| Mixed        | Andries Malan Jennifer Fry              | Bahaedeen Ahmad Alshannik Domou Amro | Jarred Elliott Megan De Beer   |